# パルミラ帝国

パルミラ帝国
Imperium Palmyrenum  (ラテン語)

271年のパルミラ帝国の最大版図

パルミラ帝国 （ラテン語: Imperium Palmyrenum)は、3世紀の危機の時代のローマ帝国から一時期分離独立した帝国である。
国名は首都にして最大都市のパルミラに由来しており、最大領域はシリア属州、パレスティナ属州、アラビア・ペトラエア属州、アエギュプトゥス、小アジアの大部分にまで及んだ。

## 概要
名目上の支配者はウァバッラトゥスだったが、267年に地位を継承した時点ではわずか10歳であり、実質的な支配者はその母の摂政（女王）ゼノビアだった。
270年、ゼノビアはすみやかにローマ帝国の東方地域を征服し、ローマと対等な関係を維持しようとした。271年には自分と息子で皇帝号を名乗ったが、ローマ皇帝アウレリアヌスの侵攻を受けた。敗北を重ねた母子は捕らえられて帝国は瓦解した。パルミラ人は翌年にも反乱を起こしたがアウレリアヌスに鎮圧され、パルミラの街は破壊された。
その存在自体は短期間に終わったものの、パルミラ帝国を築き上げたゼノビアは古代後期において最も野心的で有能な女性の一人に数えられている。また彼女は近現代のシリアにおいて英雄視され、シリアのナショナリズムの象徴とされている。
ウァバッラトゥスの父セプティミウス・オダエナトゥスによる260年代以降の東方属州支配期からパルミラ陥落までの時期をパルミラ王国と呼称することもある。本項ではこの時期についても述べる。

## 背景
235年、皇帝アレクサンデル・セウェルスが暗殺され、ローマ帝国は将軍たちが次から次へと帝位を奪い合う時代に突入した。注意が及ばなくなった帝国の辺境地域は、カルピ人やゴート人、アレマン人などの襲撃に頻繁にさらされるようになり、東方ではサーサーン朝も攻勢を強めていた。260年、ローマ帝国はエデッサの戦いでサーサーン朝のシャープール1世に壊滅的敗北を喫し、皇帝ウァレリアヌスが捕虜にされる事態となった。彼の息子で共同皇帝だったガッリエヌスが単独皇帝となったが、シリアではクィエトゥスとマクリアヌスが反乱を起こし、皇帝の権力が及ばなくなった。

## オダエナトゥスの自立
パルミラの指導者だったセプティミウス・オダエナトゥスは「王」を名乗り、名目上はガッリエヌスに忠誠を誓いつつも、独自にパルミラ人やシリアの農民を集めて軍をつくり、シャープール1世に攻撃を仕掛けた。オダエナトゥスの軍勢にローマ軍の部隊が参加していたという証拠はない。ローマ帝国の兵がオダエナトゥスの下で戦ったのか否かについても、推測するしか手立てはない。260年、オダエナトゥスはユーフラテス川近くでシャープール1世に決定的勝利をおさめた。続いてオダエナトゥスは261年にシリアの帝位僭称者たちを破り、その後の治世をペルシアとの戦争に費やした。彼はローマ帝国から「東方の総督」 という地位を与えられ、皇帝の代理としてシリアを支配し、「諸王の王」を名乗った。この称号が使われたことを示す決定的な証拠としては、オダエナトゥスの死後の271年に製作された碑文がある。またオダエナトゥスの息子セプティミウス・へロディアヌス（267年没）は、生前から「諸王の王」と呼ばれていたことが分かっている。彼は父から共同統治者に任命された人物であり、息子が「諸王の王」であるのにオダエナトゥスが単なる王であったとは考え難い。オダエナトゥスとへロディアヌスの父子は267年に同時に暗殺され。『ローマ皇帝群像』によれば、暗殺者はオダエナトゥスの従兄弟マエオニウスであった。なお東ローマ帝国の歴史家ヨハネス・ゾナラスは、暗殺者はオダエナトゥスの甥であったとしている。『ローマ皇帝群像』によれば、マエオニウスはごく短期間の間ローマ皇帝位を僭称したものの、兵により処刑された。ただ他の碑文などの文献にはマエオニウスが皇帝を名乗った記録が無く、実際には彼はオダエナトゥス暗殺時に直ちに殺されたと思われる。
オダエナトゥスの跡を継いだのは、後妻ゼノビアとの間の息子で10歳のウァバッラトゥスだった。ゼノビアの摂政体制下で、ウァバッラトゥスは影の中に留められ、実際の権力はゼノビアが握っていた。彼女はローマを怒らせないよう慎重に調整しながら、オダエナトゥスやへロディアヌスの称号を自身とウァバッラトゥスも名乗ることにした。またサーサーン朝との国境の平和維持にも心を砕きつつ、ハウラン平原に勢力を持つ危険なアラブ人タヌーフ族の平定にも力を注いだ。

## 帝国の成立

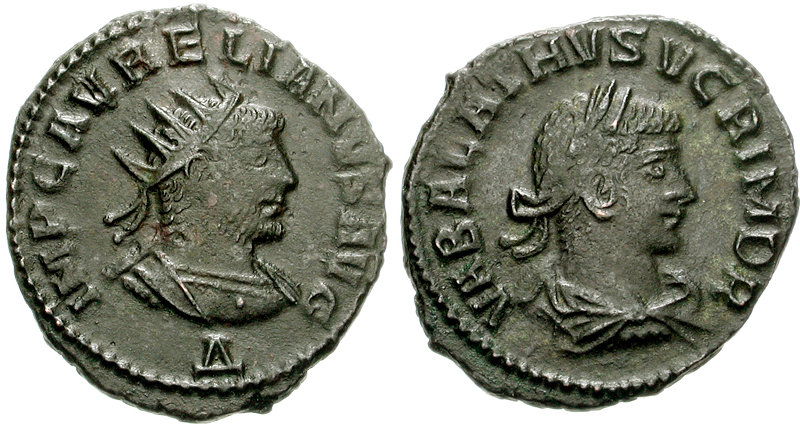
右：アントニニアヌス貨の表側に描かれたウァバッラトゥス　左： 裏側に皇帝として描かれたアウレリアヌス

クラウディウス・ゴティクス帝治下の270年春、ゼノビアはタヌーフ族平定に向けた遠征軍を派遣した。これを率いるのは彼女の将軍セプティミウス・ザッバイとセプティムス・ザブダスであった。
ザブダスはアラビア属州の首都ボストラを略奪破壊し、ローマ帝国の総督を殺害し、さらに南進して属州支配を確固たるものとした。中世ペルシアの地理学者イブン・フルダーズベは、ゼノビアが自らドゥーマト・アッ＝ジャンダルの城を攻撃したものの攻め落とせなかった、としている。ただしフルダーズベは、ゼノビアを半伝説的なアラブ人の女王アル＝ザッバーと混同している節がある。
270年10月、7万人のパルミラ軍がローマ領エジプトに侵攻して征服し、ゼノビアはエジプト女王を名乗った。ローマ帝国の長官テナギノ・プロブスは11月に一旦アレクサンドリアを奪回したものの、再侵攻してきたパルミラ軍に敗れてバビロンに逃れ、またそこで包囲されザブダスに攻め殺された。ザブダスはさらに南進して、エジプト全土を支配下に収めた（パルミラのエジプト征服）。その後271年、ザッバイが小アジアに侵攻した。同年春からはザブダスもこの遠征に合流した。パルミラ軍はガラティアを服属させ、アンカラを征服し、パルミラの最大版図を現出した。しかし彼らはカルケドンの攻略には失敗した。
パルミラの征服事業は、あくまでもローマ帝国への従属の意思を見せることで許されていた。ゼノビアは硬貨を鋳造する際に、王としてウァバッラトゥスを描かせるとともにクラウディウス・ゴティクスの後継者アウレリアヌスの名前を並べており、アウレリアヌスもパルミラの硬貨鋳造と王号の使用を容認していた。ところが271年の末、ウァバッラトゥスとゼノビアは皇帝（アウグストゥス）の称号をも名乗り始めた。

## ローマ帝国による再征服

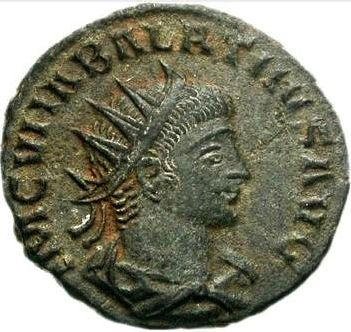
アントニニアヌス貨の表側に皇帝（アウグストゥス）として描かれたウァバッラトゥス

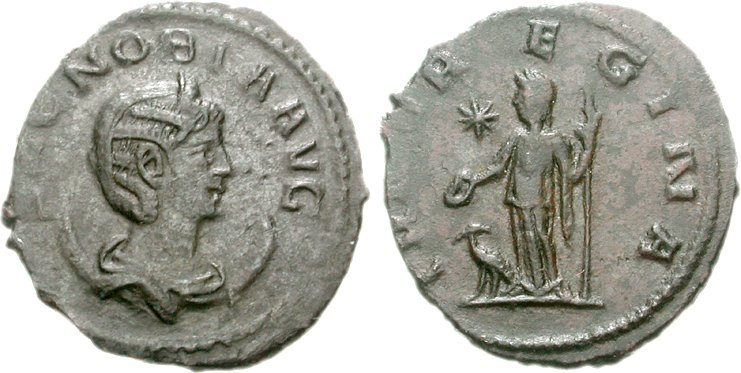
アントニニアヌス貨の表に女帝（アウグスタ）として描かれたゼノビア

272年、アウレリアヌスはボスポラス海峡を渡って急速に小アジアを進軍していった。またマルクス・アウレリウス・プロブス率いる別動隊がエジプトを再征服したが、ゼノビアはシリアを防衛するためにパルミラ軍を撤退させていたため、軍事行動は必ずしも必要ではなかったと指摘されている。アウレリアヌスはまずティアナまで進んだ。ここまでアウレリアヌスは抵抗した都市をすべて破壊していたが、このティアナ包囲戦の際、夢に彼が尊敬する大哲学者ティアナのアポロニオスが現れたため、ティアナの破壊は思いとどまったという伝説がある。アポロニオスは「アウレリアヌスよ、もしそなたが統治を望むなら、無辜の者の血を流すのは控えよ。もしそなたが征服者たらんとするなら、慈悲深くあれ！」と諭したのだという。理由が何であれ、ともかくもアウレリアヌスはティアナを救い、賠償金で済ませた。復讐を恐れていた諸都市は、これを見て次々とアウレリアヌスに降伏していった。
アウレリアヌスはイッソスからアンティオキアに向かう途中のインマエの戦いでゼノビアの軍を破った。ゼノビアはまずアンティオキアへ撤退し、次いでエメサに逃れた。アウレリアヌスは後を追って、アンティオキアを占領した。ローマ軍はここで再編を行い、ダフィネに駐屯していたパルミラ軍の守備隊を撃破し、さらに南進してアパメアに向かい、さらにエメサへ進んでゼノビア軍を再びエメサの戦いで破った。ついにゼノビアは首都パルミラに追い詰められた。アウレリアヌスは砂漠を進む過程でゼノビアに忠誠を誓うベドウィンの襲撃に悩まされながらもパルミラにたどり着いた。市門の前まで達したアウレリアヌスは直ちにベドウィンと交渉し、ゼノビアを裏切らせるとともに水と食料を手に入れた。パルミラの包囲は272年夏に始まり、アウレリアヌスはゼノビアに自ら直接降伏してくるよう求めたが、拒絶された。ローマ軍は数度にわたり市内に突入しようとしたが、そのたびに撃退された。とはいえ状況はパルミラ側にとって悪くなるばかりであったので、ゼノビアはパルミラを脱出して東方に向かい、ペルシア人の支援を取り付けようとした。しかしローマ軍がこれを追撃して、ユーフラテス川近くでゼノビアの身柄を確保し、皇帝の下へ連行した。まもなくパルミラ市民は和平を請い、街は降伏した。

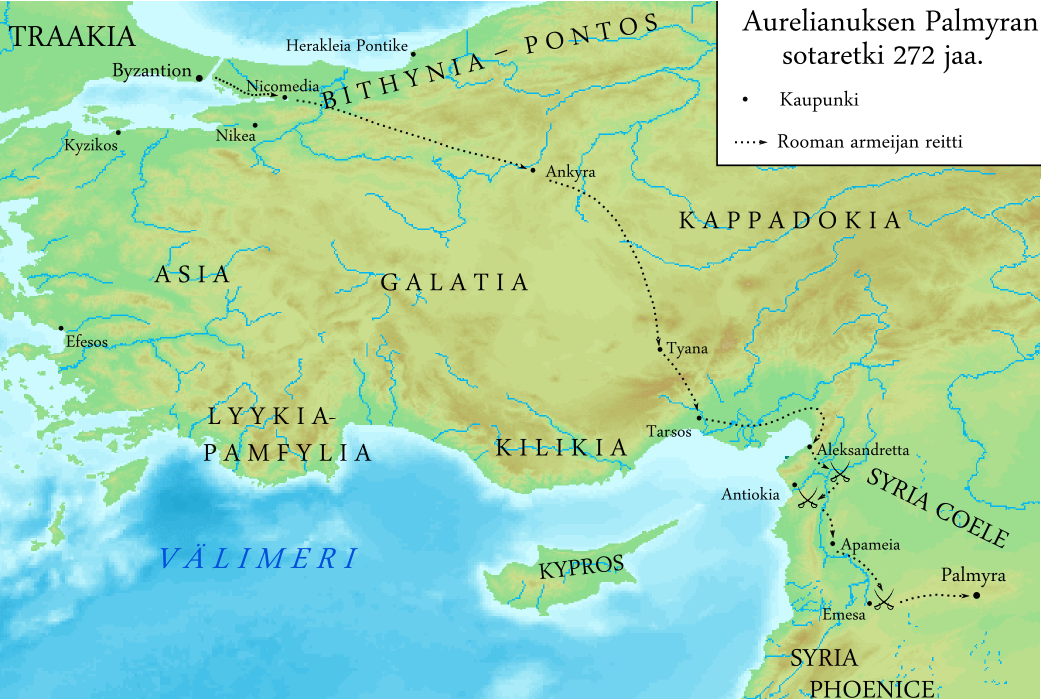
アウレリアヌスとゼノビアの戦争の推移

### 反乱の再発とパルミラの破壊

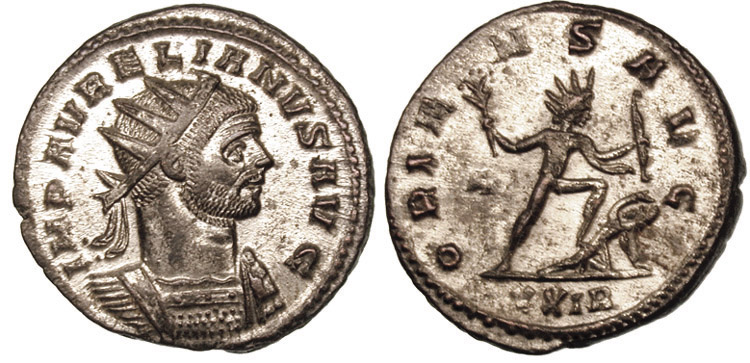
アントニニアヌス貨に描かれた、ソルに扮してパルミラ帝国を打ち倒すアウレリアヌス。ORIENS AVG（日の上る皇帝）という賛辞が刻まれている。

アウレリアヌスは、パルミラの街自体は残し、サンダリオンという者が率いる600人の弓兵を治安部隊として駐留させた。防衛設備は破壊され、ほとんどの軍装備は没収された。ゼノビアとその重臣たちはエメサに連行され、裁判にかけられた。ほとんどの高官は処刑されたが、ゼノビアとウァバッラトゥスのその後は不明である。
273年、パルミラで市民セプティミウス・アプサイオスが率いる反乱が起き、メソポタミア総督マルケリヌスに帝位簒奪をそそのかした。しかしマルケリヌスは、交渉を長引かせながらローマの皇帝に事の次第を通報した。しびれを切らした反乱軍は、ゼノビアの親族セプティミウス・アンティオクスを皇帝に擁立した。アウレリアヌスは再びパルミラに侵攻し、元老院格のセプティミウス・ハッドゥダンを中心とする市内の支持者の協力も得てパルミラを制圧した。
アウレリアヌスはアンティオクスを助命したが、パルミラの街は徹底的に破壊された。価値あるモニュメントは皇帝のソル神殿の装飾のために持ち去られ、建物は打ち壊され、住民は棍棒で打たれ、パルミラで最も神聖なベル神殿は略奪された。

## 評価
ゼノビアらがローマ帝国に反抗した根本的な原因については、論争が交わされている。パルミラの台頭とゼノビアの反乱について語るとき、多くの場合歴史家たちは文化的、民族的、社会的な側面から解釈しようとしている。アンドレアス・アルフェルディは、この反乱は完全なるローマに対する民族的反抗であるとしている。イルファン・シャヒードは、ゼノビアの反乱が正統カリフ時代のアラブ人の勢力拡大に先んじた汎アラブ運動であったと考えている。この意見はフランツ・アルトハイムによって紹介され、フィリップ・ヒッティをはじめアラブ人・シリア人学者の間でほぼ共通した見解となっている。一方でマーク・ホウィットウは、このような民族を基にした解釈を否定し、当時のローマが弱体化し、パルミラをペルシアから防衛することができなくなっていたことに対する反応であった点を強調している。ウォーウィック・ボールは、この反乱がパルミラの独立にとどまらずローマ帝位を狙ったものだったとみている。ウァバッラトゥスの碑文には、ローマ皇帝のような様式がみられる。ボールは、ゼノビアとウァバッラトゥスはローマ帝位簒奪者であり、かつてシリアで力を蓄え帝位を獲得したウェスパシアヌスと似たような計画を抱いていた、としている。アンドリュー・M・スミス2世は、独立とローマ帝位簒奪の両方が目的だったと考えている。パルミラの支配者たちは「諸王の王」のような東方的な称号を用いているが、これとローマの政治との関連性はなく、また彼らの征服事業はパルミラの経済的な利益のためであったとしている。結局、ゼノビアとウァバッラトゥスがローマの皇帝の称号を名乗り君臨したのは、その治世末期のわずかな期間であった。ファーガス・ミラーは、反乱が単なる独立運動にとどまるものではなかったという説に留意しつつも、まだその反乱の真相について結論を出すのに必要な証拠は出そろっていない、と考えている。
20世紀、シリアのナショナリズムの出現により、パルミラ帝国の歴史はにわかに注目を集めるようになった。近現代のシリアのナショナリストたちは、パルミラ帝国がシリア文明独自のものであり、レバントの人々をローマ帝国の圧政から解放しようとしたのだ、と考えている。シリアではゼノビアの生涯をモデルとしたテレビ番組が製作され、元シリア防衛相ムスタファ・トラスが彼女の伝記を書いたこともある。